# Галина Додон
Гали́на Додо́н (рум. Galina Dodon; 12 лютого 1977 , Моловата, Дубесарський район ) — перша пані Молдови з 23 грудня 2016 до 24 грудня 2020 року за президента Ігоря Додона.

## Життєпис
Народилася 12 лютого 1977 року в Радянській Молдові. Свою професійну діяльність як бухгалтерка розпочала у вересні 1999-го. Того ж року вийшла заміж за Ігоря Додона, з яким познайомилася у студентському гуртожитку. До 2012 року була заступницею головного бухгалтера в Торгово-промисловій палаті Республіки Молдова. З березня 2012 року працює фінансовою директоркою «Екслюзив Медія» (англ. Exclusive Media). Заявляла, що намагається уникати теми політики вдома та в засобах масової інформації.
Галина та Ігор Додони мають трьох дітей: Богдана, Влада та Ніколае. Окрім рідної румунської, Галина також вільно володіє російською та англійською мовами.